# Andrei Dukov
Andrei Dukov (22 dicembre 1987) è un lottatore rumeno, specializzato nella lotta libera.

## Biografia
È allenato da Anatoli Guidea dal 2015. Gareggia per lo Steaua Bucarest.
Ha gareggiato a diverse edizioni dei campionati europei di Riga 2016, vincendo la medaglia di bronzo, e Novi Sad 2017 in cui ha vinto l'argento, in entrambi i casi nel torneo dei 57 chilogrammi.

## Palmarès
- Europei

Riga 2016: bronzo nei 57 kg.
Novi Sad 2017: argento nei 57 kg.
- Giochi mondiali militari

Wuhan 2019: argento nei 57 kg.